# John Biscoe
John Biscoe (28 de juny de 1794 – 1843) va ser un mariner i explorador anglés que va comandar la primera expedició coneguda mai d'haver albirat les àrees conegudes com a Terra d'Enderby i Terra de Graham al llarg de la costa d'Antàrtida. L'expedició també va trobar diverses illes als voltants de la Terra de Graham, incloses les Illes Biscoe, que van rebre el seu nom.

## Recordatoris
Un grup de muntanyes i illes van ser anomenades en honor d'ell. Les Illes Biscoe es van descobrir a la costa oest de la Terra de Graham el febrer de 1832, durant la navegació per la costa antàrtica a bord del Tula i el Lively. El Mont Biscoe és un cim negre distintiu de 700 metres, el punt més alt del Cap Ann a l'Antàrtida Oriental. Descobert per Hjalmar Riiser-Larsen (per aire el 1929) i Mawson (1930), es pensa que va ser vist per Biscoe el 1831.
Dues naus de recerca britàniques han estat nomenades en honor seu. Després de la conversió a un vaixell de recerca reforçat contra el gel per a la Falkland Islands Dependencies Survey, HMS Pretext va ser reanomenat RRS John Biscoe (1944). Va ser canviat a RRS Pretext el 1956, per a permetre que es fera servir el nom RRS John Biscoe (1956), una nova nau amb un abast més llarg i una capacitat de transport de càrrega també més gran.